# Dimps
Dimps (яп. ディンプス Димпусу) — компания, специализирующаяся на разработке компьютерных игр.

## История
Компания была основана 6 марта 2000 года бывшими сотрудниками SNK и Capcom, включая создателей серии игр Street Fighter — Такаси Нисиямой и Хироси Мацумото. 218 сотрудниками за всё время были разработаны такие игры, как трилогия Dragon Ball Z: Budokai и серия игр Sonic the Hedgehog для Game Boy Advance и Nintendo DS. Кроме того, совместно с компанией Namco Tales Studio для Nintendo DS была создана игра Tales of the Tempest, а в сотрудничестве с Capcom — Street Fighter IV.

## Список игр, разработанных компанией
| - Digimon Battle Spirit - Digimon Battle Spirit 2 - Dragon Ball: Advanced Adventure - Mobile Suit Gundam Seed: Tomo to Kimi to Senjou De - One Piece - Sonic Advance (совместно с Sonic Team) - Sonic Advance 2 (совместно с Sonic Team) - Sonic Advance 3 (совместно с Sonic Team) - Crash Boom Bang! - Draglade - Mossman Goes Nice - Draglade 2 - Tales of the Tempest - Fat Hank's Special Pinball - Teeth! - Sonic Rush (совместно с Sonic Team) - Sonic Rush Adventure (совместно с Sonic Team) - Skeleton Bones DS - Rosario + Vampire Tanabata no Mishi Yokai Gaikui - Bleach DS 4th Flame Bringer - Sonic Colors (совместно с Sonic Team) - Dragon Ball Z: Budokai (DragonBall Z в Японии) - Dragon Ball Z: Budokai 2 (DragonBall Z 2 в Японии) - Super Monkey Ball 3D (совместно с Amusement Vision) - Super Street Fighter IV: 3D Edition (совместно с Capcom) - Sonic Generations (совместно с Sonic Team) - Sonic Lost World - Dragon Ball Heroes: Ultimate Mission - Dragon Ball Heroes: Ultimate Mission 2 - Sonic the Hedgehog Pocket Adventure - SNK vs. Capcom: The Match of the Millennium - Inuyasha: A Feudal Fairy Tale - Naruto: Shinobi no Sato no Jintori Kassen - Shaman King: Spirit of Shamans - Dragon Ball Z: Budokai (DragonBall Z в Японии) - Dragon Ball Z: Budokai 2 (DragonBall Z 2 в Японии) - Dragon Ball Z: Budokai 3 (DragonBall Z 3 в Японии) - Dragon Ball Z: Infinite World - Gunslinger Girl Volume I to III - Saint Seiya: The Sanctuary - Saint Seiya: The Hades - Seven Samurai 20XX - Shaman King: Funbari Spirits - The Rumble Fish - Sonic Unleashed (дневные уровни) - Yū Yū Hakusho Forever - The Battle of Yū Yū Hakusho: Shitō! Ankoku Bujutsu Kai | - Dragon Ball Z: Burst Limit - Saint Seiya Chronicle - Street Fighter IV (совместно с Capcom) - Super Street Fighter IV (совместно с Capcom) - Sonic the Hedgehog 4: Episode I (совместно с Sonic Team) - Street Fighter X Tekken (совместно с Capcom) - Sonic the Hedgehog 4: Episode II (совместно с Sonic Team) - Saint Seiya: Brave Soldiers - Dragon Ball XenoVerse - Dragon Ball XenoVerse - Street Fighter V (совместно с Capcom) - Street Fighter X Tekken (совместно с Capcom) - Freedom Wars (совместно с SCE Japan Studio и Shift) - Dragon Ball Z: Shin Budokai - Dragon Ball Z: Shin Budokai — Another Road - Dragonball Evolution - Spikeout: Battle Street (совместно с Amusement Vision) - Mobile Ops: The One Year War - Dragon Ball Z: Burst Limit - Street Fighter IV (совместно с Capcom) - Super Street Fighter IV (совместно с Capcom) - Sonic the Hedgehog 4: Episode I (совместно с Sonic Team) - Street Fighter X Tekken (совместно с Capcom) - Sonic the Hedgehog 4: Episode II (совместно с Sonic Team) - Dragon Ball XenoVerse - Dragon Ball XenoVerse - Universal Century — Gundam Online: Dawn Of Australia - Street Fighter IV (совместно с Capcom) - Super Street Fighter IV: Arcade Edition (совместно с Capcom) - Sonic the Hedgehog 4: Episode I (совместно с Sonic Team) - Sonic the Hedgehog 4: Episode II (совместно с Sonic Team) - Dragon Ball XenoVerse - Street Fighter V (совместно с Capcom) - Sonic Unleashed (дневные уровни) - Sonic the Hedgehog 4: Episode I (совместно с Sonic Team) - Sonic the Hedgehog 4: Episode I (совместно с Sonic Team) - Sonic the Hedgehog 4: Episode II (совместно с Sonic Team) |